# Terpatunik
El Terpatunik fou un districte de Baspracània, on va exercir el poder la família de nakharark dels Terpatuní.
Limitava al nord amb el Kulanovit; a l'est amb el gran Albag; a l'oest amb l'Ervanduniq i l'Andzevatsik; i al sud amb l'Ake.